# Ramón Miérez
Ramón Miérez (Resistencia Provincia de Chaco, Argentina, 13 de mayo de 1997) es un futbolista argentino que juega de delantero y su equipo actual es el Al-Jazira Sporting Club de la UAE Pro League.

## Trayectoria
Formado en el Club Atlético Tigre de Argentina, debutó el 22 de marzo de 2016 contra Newell's donde jugó 14 minutos. Disputó 30 partidos defendiendo la camiseta del Club Atlético Tigre donde hizo 3 goles, uno frente a Sarmiento de Junín, luego a San Lorenzo de almagro y la otra ante Colón de Santa Fe.
En 2017 fue cedido en el N. K. Istra croata, club el cual era propiedad del Deportivo Alavés en un 85 %. El ariete argentino disputó esa campaña un total de 23 partidos en los que anotó 10 goles, siendo parte importante del ataque. En la temporada 2019-20 firmó por el Deportivo Alavés, para ser cedido al Club Deportivo Tenerife donde logró anotar un gol en 20 encuentros disputados, con 699 minutos de juego, en la Segunda división de España.
El 27 de agosto de 2020 firmó por el N. K. Osijek de la Primera Liga de Croacia, donde jugaría cedido por el Deportivo Alavés. Tras finalizar la temporada fue adquirido en propiedad y firmó un contrato hasta 2024.

## Selección
En el año 2017 fue convocado por la selección sub-20 de Argentina.

## Estadísticas

### Clubes
Actualizado hasta su último partido disputado el 25 de mayo de 2025.
| Club                                     | Div.          | Temporada     | Liga  | Liga  | Liga   | Copas nacionales | Copas nacionales | Copas nacionales | Torneos internacionales | Torneos internacionales | Torneos internacionales | Total | Total | Total  |
| Club                                     | Div.          | Temporada     | Part. | Goles | Asist. | Part.            | Goles            | Asist.           | Part.                   | Goles                   | Asist.                  | Part. | Goles | Asist. |
| ---------------------------------------- | ------------- | ------------- | ----- | ----- | ------ | ---------------- | ---------------- | ---------------- | ----------------------- | ----------------------- | ----------------------- | ----- | ----- | ------ |
| C. A. Tigre Argentina                    | 1.ª           | 2016          | 2     | 1     | 0      | 1                | 0                | 0                | —                       | —                       | —                       | 3     | 1     | 0      |
| C. A. Tigre Argentina                    | 1.ª           | 2016-17       | 20    | 2     | 0      | 1                | 0                | 0                | —                       | —                       | —                       | 21    | 2     | 0      |
| C. A. Tigre Argentina                    | 1.ª           | 2017-18       | 8     | 1     | 1      | —                | —                | —                | —                       | —                       | —                       | 8     | 1     | 1      |
| C. A. Tigre Argentina                    | Total club    | Total club    | 30    | 4     | 1      | 2                | 0                | 0                | 0                       | 0                       | 0                       | 32    | 4     | 1      |
| N. K. Istra 1961 · Croacia               | 1.ª           | 2018-19       | 22    | 9     | 5      | 1                | 1                | 0                | —                       | —                       | —                       | 23    | 10    | 5      |
| N. K. Istra 1961 · Croacia               | Total club    | Total club    | 22    | 9     | 5      | 1                | 1                | 0                | 0                       | 0                       | 0                       | 23    | 10    | 5      |
| C. D. Tenerife · España                  | 2.ª           | 2019-20       | 20    | 1     | 1      | —                | —                | —                | —                       | —                       | —                       | 20    | 1     | 1      |
| C. D. Tenerife · España                  | Total club    | Total club    | 20    | 1     | 1      | 0                | 0                | 0                | 0                       | 0                       | 0                       | 20    | 1     | 1      |
| N. K. Osijek · Croacia                   | 1.ª           | 2020-21       | 31    | 22    | 2      | 3                | 1                | 0                | 1                       | 0                       | 0                       | 35    | 23    | 2      |
| N. K. Osijek · Croacia                   | 1.ª           | 2021-22       | 28    | 3     | 2      | 4                | 1                | 0                | 4                       | 0                       | 0                       | 36    | 4     | 2      |
| N. K. Osijek · Croacia                   | 1.ª           | 2022-23       | 33    | 12    | 0      | 2                | 0                | 0                | 2                       | 0                       | 0                       | 37    | 12    | 0      |
| N. K. Osijek · Croacia                   | 1.ª           | 2023-24       | 34    | 19    | 7      | 3                | 1                | 0                | 4                       | 1                       | 0                       | 41    | 21    | 7      |
| N. K. Osijek · Croacia                   | 1.ª           | 2024-25       | 1     | 0     | 0      | —                | —                | —                | 2                       | 3                       | 2                       | 3     | 3     | 2      |
| N. K. Osijek · Croacia                   | Total club    | Total club    | 127   | 56    | 11     | 12               | 3                | 0                | 13                      | 4                       | 2                       | 152   | 63    | 13     |
| Al-Jazira S. C. · Emiratos Árabes Unidos | 1.ª           | 2024-25       | 22    | 6     | 2      | 10               | 7                | 0                | —                       | —                       | —                       | 32    | 13    | 2      |
| Al-Jazira S. C. · Emiratos Árabes Unidos | Total club    | Total club    | 22    | 6     | 2      | 10               | 7                | 0                | 0                       | 0                       | 0                       | 32    | 13    | 2      |
| Total carrera                            | Total carrera | Total carrera | 221   | 76    | 20     | 25               | 11               | 0                | 13                      | 4                       | 2                       | 259   | 91    | 22     |
| 1. 2.                                    |               |               |       |       |        |                  |                  |                  |                         |                         |                         |       |       |        |